# Tipton County (Indiana)
Tipton County ist ein County im Bundesstaat Indiana der Vereinigten Staaten. Der Verwaltungssitz (County Seat) ist Tipton.

## Geographie
Das County liegt etwas nördlich des geographischen Zentrums von Indiana und hat eine Fläche von 674 Quadratkilometern, ohne nennenswerte Wasserfläche. Es grenzt im Uhrzeigersinn an folgende Countys: Howard County, Grant County, Madison County, Hamilton County und Clinton County.

## Geschichte
Tipton County wurde am 15. Januar 1844 aus Teilen des Cass County, Hamilton County und des Miami County gebildet. Benannt wurde es nach John Tipton, einem überlebenden Offizier der Schlacht von Tippecanoe.
Zwei Bauwerke des Countys sind im National Register of Historic Places eingetragen (Stand 4. September 2017).

## Demografische Daten

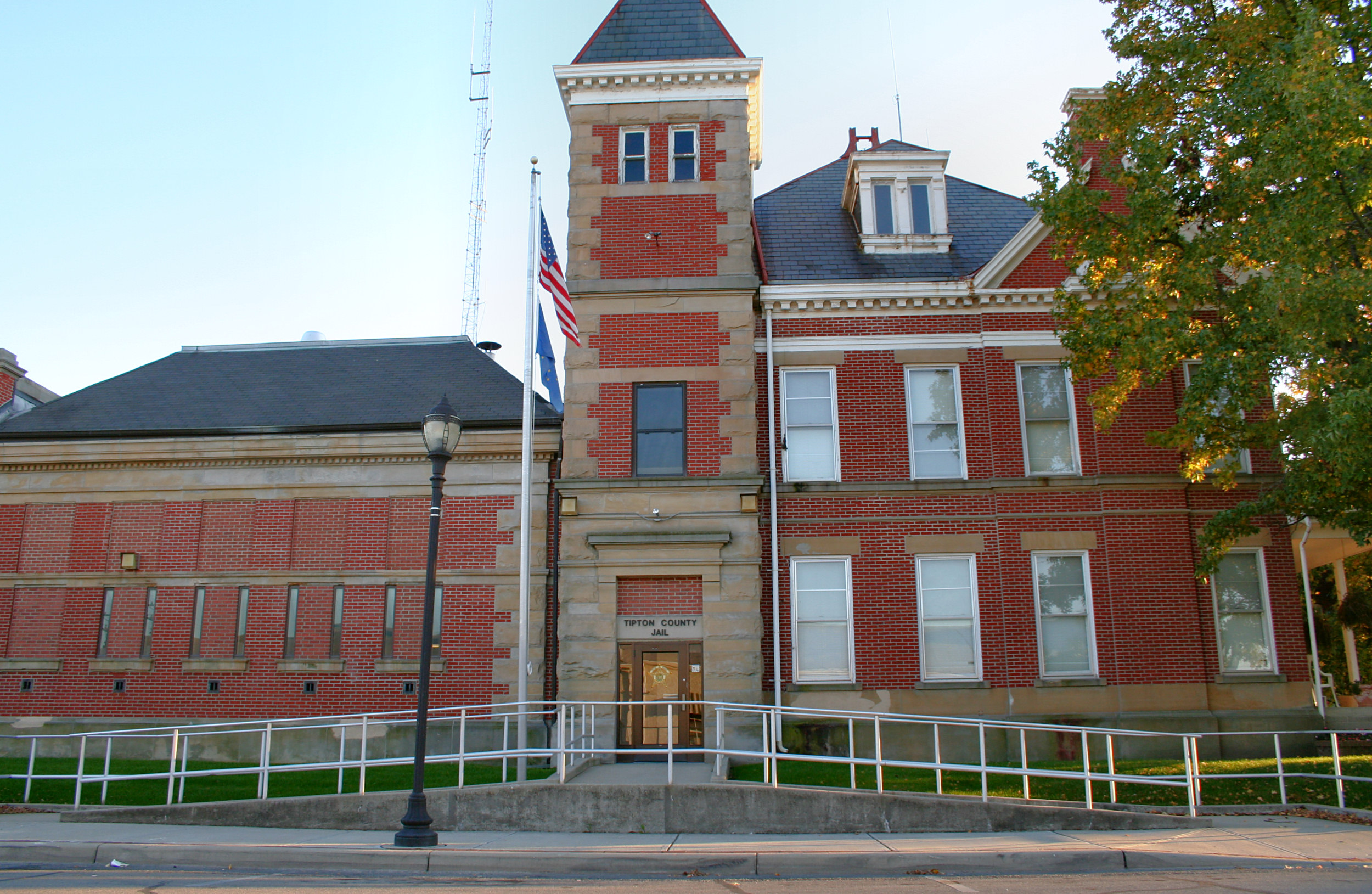
Bezirksgefängnis des Tipton County in Tipton, gelistet im NRHP Nr. 84001667

Nach der Volkszählung im Jahr 2000 lebten im Tipton County 16.577 Menschen in 6469 Haushalten und 4748 Familien. Die Bevölkerungsdichte betrug 25 Einwohner pro Quadratkilometer. Ethnisch betrachtet setzte sich die Bevölkerung zusammen aus 98,35 Prozent Weißen, 0,14 Prozent Afroamerikanern, 0,22 Prozent amerikanischen Ureinwohnern, 0,30 Prozent Asiaten, 0,01 Prozent Bewohnern aus dem pazifischen Inselraum und 0,33 Prozent aus anderen ethnischen Gruppen; 0,65 Prozent stammten von zwei oder mehr Ethnien ab. 1,21 Prozent der Bevölkerung waren spanischer oder lateinamerikanischer Abstammung.
Von den 6469 Haushalten hatten 32,5 Prozent Kinder unter 18 Jahre, die mit ihnen im Haushalt lebten. 62,3 Prozent waren verheiratete, zusammenlebende Paare, 7,7 Prozent waren allein erziehende Mütter und 26,6 Prozent waren keine Familien. 23,1 Prozent waren Singlehaushalte und in 11,2 Prozent lebten Menschen mit 65 Jahren oder darüber. Die Durchschnittshaushaltsgröße betrug 2,53 und die durchschnittliche Familiengröße lag bei 2,97 Personen.
25,0 Prozent der Bevölkerung waren unter 18 Jahre alt, 7,2 Prozent zwischen 18 und 24, 28,1 Prozent zwischen 25 und 44 Jahre. 25,1 Prozent zwischen 45 und 64 und 14,5 Prozent waren 65 Jahre alt oder älter. Das Durchschnittsalter betrug 38 Jahre. Auf 100 weibliche Personen kamen 95,7 männliche Personen. Auf 100 Frauen im Alter von 18 Jahren und darüber kamen 91,6 Männer.
Das jährliche Durchschnittseinkommen eines Haushalts betrug 48.546 USD, das Durchschnittseinkommen der Familien 56.080 USD. Männer hatten ein Durchschnittseinkommen von 42.109 USD, Frauen 25.061 USD. Das Prokopfeinkommen betrug 21.926 USD. 2,9 Prozent der Familien und 5,1 Prozent der Bevölkerung lebten unterhalb der Armutsgrenze.

## Orte im County
- Curtisville
- East Union
- Ekin
- Elwood
- Goldsmith
- Groomsville
- Hobbs
- Jacksons
- Kempton
- Nevada
- New Lancaster
- Normanda
- Sharpsville
- Tetersburg
- Tipton
- West Elwood
- Windfall

Townships
- Cicero Township
- Jefferson Township
- Liberty Township
- Madison Township
- Prairie Township
- Wildcat Township